# Battaglia di Ninive (627)
La battaglia di Ninive fu la battaglia decisiva dell'ultima delle guerre romano-persiane tra l'Impero bizantino e i Sasanidi e venne combattuta nel 627 nei pressi di Ninive.
In una campagna militare durata ben sei anni, l'Imperatore bizantino Eraclio I (610-641) aveva cacciato i Persiani dall'Asia Minore, ma l'imperatore Persiano Cosroe II rifiutava ancora la pace. Nel 627 i Göktürk durante la Terza guerra persiano-turca invasero la Transcaucasia ed Eraclio pensò di allearsi con loro. Nonostante l'alleanza i Romani d'Oriente (impropriamente detti Bizantini) e i Göktürk non erano riusciti a espugnare la città di Tbilisi. Dopo che i Göktürk e i Cazari si ritirarono nelle steppe, Eraclio decise di attraversare il fiume Aras e di dirigersi nella Persia meridionale.
Il 12 dicembre 627, gli eserciti di Eraclio e quello di Cosroe, comandato dal generale Rhahzadh, si scontrarono a Ninive. Non si sa quanti soldati si scontrarono in battaglia ma si pensa che i due eserciti fossero pari in quanto a numero di soldati. La battaglia fu molto combattuta e durò dall'alba al tramonto, ma alla fine stravinse l'esercito di Eraclio, e il comandante dell'esercito sasanide Rhahzadh venne ucciso da Eraclio durante la battaglia. Vennero massacrati 50 000 persiani, che, sconfitti, si ritirarono.
La battaglia fu decisiva per la vittoria finale romana in questa guerra. La maggior parte dell'esercito sasanide venne massacrato in questa battaglia e i Persiani, ormai scoraggiati, destituirono e uccisero il loro imperatore Cosroe II. Il suo successore, Kavadh II, accettò nel 628 la pace proposta da Eraclio e si ritirò dai territori occupati dai Sasanidi nel corso della guerra.
Grazie a questa battaglia, i Romani (Bizantini) avevano riottenuto il controllo su Egitto, Siria, Armenia e Mesopotamia (occupate dai Sasanidi nel corso della Guerra). Inoltre non si sarebbero più dovuti preoccupare dei persiani Sasanidi, che dopo la guerra attraversarono un periodo di crisi e decadenza. Tuttavia, una decina di anni dopo, una nuova minaccia sarebbe apparsa all'orizzonte per i due imperi, gli Arabi. I due imperi, ormai indeboliti dalle lunghe guerre tra di loro, non riuscirono ad opporsi agli Arabi musulmani, che in poco tempo causarono la caduta dell'Impero Sasanide e strapparono ai Romani l'Egitto, la Siria, l'Armenia e la Mesopotamia.